# Seznam umístění gilotiny v Paříži za Velké francouzské revoluce
Seznam umístění gilotiny v Paříži za Velké francouzské revoluce zahrnuje místa v Paříži, kde byla převážně za První francouzské republiky v letech 1792–1795 umístěna gilotina pro veřejné popravy.
| Umístění                                             | Datum                                   | Poznámka                                                                    |
| ---------------------------------------------------- | --------------------------------------- | --------------------------------------------------------------------------- |
| Place de Grève (dnešní Place de l'Hôtel-de-Ville)    | 25. dubna 1792                          | vrah Nicolas Jacques Pelletier byl první odsouzený k smrti stětím gilotinou |
| Place du Carrousel (poblíž Louvru)                   | od 21. srpna 1792 do 11. května 1793    | popraveno mj. 35 osob za krádež královských šperků (13. října 1792)         |
| Place de la Révolution (dnešní Place de la Concorde) | od 11. května 1793 do 9. června 1794    | 1119 gilotinovaných včetně Ludvíka XVI., Marie Antoinetty a girondistů      |
| Place de la Bastille                                 | od 9. června 1794 do 12. června 1794    | 73 gilotinovaných                                                           |
| Place du Trône-Renversé (dnešní Place de la Nation)  | od 13. června 1794 do 27. července 1794 | 1306 gilotinovaných včetně André-Marie Chéniera                             |
| Place de la Révolution (dnešní Place de la Concorde) | od 28. července 1794 do listopadu 1794  | gilotina přenesená kvůli popravě Maximiliena Robespierra                    |
| Place de Grève (dnešní Place de l'Hôtel-de-Ville)    | od listopadu 1794 do května 1795        | popraveni mj. Jean-Baptiste Carrier a Antoine Quentin Fouquier-Tinville     |